# مارتن شيفر
مارتن شيفر (بالألمانية: Martin Schäfer) (و. 1943 – 1988 م) هو مصور سينمائي من ألمانيا. ولد في ميونخ. 
توفي في فانغن إم آلغوي، عن عمر يناهز 45 عاماً.

## وصلات خارجية
- مارتن شيفر على موقع IMDb (الإنجليزية)
- مارتن شيفر على موقع ألو سيني (الفرنسية)
- مارتن شيفر على موقع أول موفي (الإنجليزية)
- مارتن شيفر على موقع أول موفي (الإنجليزية)
- مارتن شيفر على موقع قاعدة بيانات الأفلام السويدية (السويدية)
- مارتن شيفر على موقع قاعدة بيانات الفيلم (الإنجليزية)
- مارتن شيفر على موقع كينوبويسك (الروسية)